# Chrysotimus flavicornis
Chrysotimus flavicornis är en tvåvingeart som beskrevs av Van Duzee 1916. Chrysotimus flavicornis ingår i släktet Chrysotimus och familjen styltflugor. Inga underarter finns listade i Catalogue of Life.